# Platyischnopus mam
Platyischnopus mam är en kräftdjursart. Platyischnopus mam ingår i släktet Platyischnopus och familjen Platyischnopidae. Inga underarter finns listade i Catalogue of Life.